# ریچارد اتنبرو
ریچارد ساموئل اتنبرا، بارون اتنبرا (به انگلیسی: Richard Samuel Attenborough, Baron Attenborough) (زاده ۲۹ اوت ۱۹۲۳ – درگذشته ۲۴ اوت ۲۰۱۴) بازیگر، کارگردان و تهیه‌کننده انگلیسی بود.

## زندگی‌نامه
اَتنبرا کار در سینما را با فیلم دو کارگردان مهم سینما (دیوید لین و نوئل کاوارد) در آنطوری که خدمت می‌کنیم محصول ۱۹۴۲ آغاز کرد.
پس از این فیلم اَتنبرا چهار سال از سینما دور بود. تا این که سر پیتر اوستینف او را در فیلم مدرسه و رازها (۱۹۴۶) استخدام و در همان سال (۱۹۴۶) در فیلم پلکانی به آسمان اثر مایکل پاول و امریک پرسبرگر ایفای نقش کرد.
اواخر دهه ۴۰ و ۵۰ اتنبرا سعی در تثبیت خود به عنوان یک بازیگر نقش اصلی در سینمای انگلستان را داشت تا اینکه در سال ۱۹۵۹ در فیلم کمدی من کاملاً خوبم جک بعد از سال‌ها اثری مهم و قابل اعتنا بازی کرد در این فیلم حضور پیتر سلرز بسیار خاطره انگیز است.
دهه ۶۰ دههٔ شکوفایی استعدادهای پنهان اتنبرا است. سال ۱۹۶۳ در فیلم برجسته فرار بزرگ ،(جان استرجس) به همراه استیو مک‌کوئین حضور خاطره انگیزی داشت. پس از فرار بزرگ بازی‌های اتنبرا قدرتمند تر از گذشته شد و در سال ۱۹۶۴ به خاطر بازی در دو فیلم جلسه احضار ارواح در یک بعدازظهر بارانی و تفنگ‌های باتاسی جایزه با اعتبار بافتا را دریافت کرد در سال ۱۹۶۵ اتنبرا درفیلم پرواز بر فراز فونیکس (رابرت آلدریچ) به همراه جیمز استوارت، پیتر فینچ و ارنست بورگناین بازی کرد در سال‌های ۱۹۶۶ و ۱۹۶۷ اتنبرا در دو فیلم دانه‌های شن ،(رابرت وایز) به همراه مک کویین و دکتر دولیتل، (ریچارد فلیشر) در کنار سر رکس هریسون ایفای نقش کرد که برای هر دو فیلم جایزه گلدن گلوب بهترین بازیگر نقش مکمل مرد را دریافت کرد. وی در سال ۱۹۶۹ برای اولین بار در مقام کارگردانی قرار گرفت و فیلم اوه چه جنگ دوست داشتنی را ساخت.
سپس وی در دههٔ هفتاد کارهای اکثراً بی‌ارزشی را در مقام بازیگری برجای گذاشت که از جمله آن فیلم‌ها می‌توان به رزباد، (اتو پرمینجر)و فاکتور انسانی، (اتو پرمینجر)اشاره کرد. گر چه ساخت دو فیلم جادو (با بازی آنتونی هاپکینز) و پلی در دوردست با بازی بزرگان سینمای دنیا از جمله (لارنس اولیویه، رابرت ردفورد، جین هاکمن، مایکل کین، شون کانری، جیمز کان و درک بوگارد)و همچنین حضور در فیلم شطرنج باد (ساتیا جیت رای) دههٔ هفتاد اتنبرا را قابل تحمل کرده‌است.
اما دههٔ هشتاد، اتنبرا از سینما به عنوان بازیگر کناره‌گیری کرد و سه فیلم را به عنوان کارگردان ساخت که بی شک موفق‌ترین دستاورد وی گاندی (۱۹۸۲) نام داشت فیلمی حماسی از زندگی یکی از مهم‌ترین و برجسته‌ترین مبارزان قرن بیستم، اتنبرا از این فیلم همهٔ جوایز معتبر را به عنوان کارگردان دریافت نمود و فیلم نیز صاحب ۸ جایزه اسکار گردید. پس از این فیلم در سال‌های ۱۹۸۵ و ۱۹۸۷ دو فیلم دیگر با نام‌های دستهٔ همسرایان (با بازی مایکل داگلاس) و فیلم فریاد آزادی (با بازی دنزل واشنگتن و کوین کلاین) را ساخت. در سال ۱۹۹۲ ریچارد بار دیگر تصمیم به ساخت زندگی یکی از هنرمندان بزرگ قرن بیستم یعنی چارلی چاپلین گرفت گر چه این فیلم موفقیت گاندی را نداشت اما بار دیگر نام اتنبرا را بر سر زبان‌ها انداخت و اتنبرا را برای ساخت فیلم سرزمین سایه‌ها آماده کرد.
در سال ۱۹۹۳ استیون اسپیلبرگ توانست پس از ۱۶ سال اتنبرا را به عنوان بازیگر بر روی پرده‌های نقره‌ای بیاورد و فیلم پر خرج و پر فروش پارک ژوراسیک را بسازد.
اتنبرا برادر بزرگتر دیوید اتنبرا (تهیه‌کننده مشهور تلویزیون بی‌بی‌سی، که برنامه‌های وی در ایران اکثراً با صدای استاد احمد رسول زاده دوبله شده) است.
وی در سال ۱۹۷۶ به لقب سر مفتخر گردید و در سال ۱۹۹۳ مقام لرد را نیز دریافت نمود. او بین سال‌های ۱۹۶۹ تا سال ۱۹۸۲ مدیر باشگاه چلسی لندن بود و از سال ۲۰۰۸ نیز رئیس سنی باشگاه چلسی شد.

### مرگ
ریچارد اتنبرا در ۲۴ اوت ۲۰۱۴ در سن ۹۰ سالگی در لندن درگذشت.
استیون اسپیلبرگ با صدور بیانیه‌ای در فقدان او نوشت: دیکی آتن‌بورو از همه چیز در زندگی‌اش به غلیان درمی‌آمد- خانواده، دوستان، کشورش و شغلش. او با فیلم «گاندی»‌اش هدیه بزرگی به جهانیان داد و استادی واقعی در نقش جان هاموند در دنیای دایناسورهای «ژوراسیک پارک» بود. او دوستی عزیز بود و من هم از شمار افراد پایان ناپذیری هستم که به او ادای احترام می‌کنند.

## فیلمشناسی

### تهیه کنندگی
- سکوت خشمناک (۱۹۶۰)
- زوزه باد (۱۹۶۱)
- اتاق ال شکل (۱۹۶۲)
- جلسه احضار ارواح در یک بعدازظهر بارانی (۱۹۶۴)
- اوه! چه جنگ دلپذیری (۱۹۶۹)
- مسیحی جادویی (۱۹۶۹)
- وینستون جوان (۱۹۷۲)
- گاندی (۱۹۸۲) برنده ۸ جایزه اسکار
- آزادی را فریاد کن (۱۹۸۷)
- چاپلین (۱۹۹۲)
- سرزمین سایه ها (۱۹۹۳)
- در عشق و جنگ (۱۹۹۶)
- جغد خاکستری (۱۹۹۹)
- بستن حلقه (۲۰۰۷)

### کارگردانی
- اوه! چه جنگ دلپذیری (۱۹۶۹)
- شعبده‌بازی (۱۹۷۸) (با بازی آنتونی هاپکینز)
- پلی در دوردست (۱۹۷۷) (با بازی لارنس الیویه، رابرت ردفورد، جین هکمن، مایکل کین، شان کانری، جیمز کان و دیرک بگارد)
- گاندی (۱۹۸۲)
- دستهٔ همسرایان (۱۹۸۵) (با بازی مایکل داگلاس)
- آزادی را فریاد کن (۱۹۸۷) (با بازی دنزل واشنگتن و کوین کلاین)
- سرزمین سایه‌ها (۱۹۹۲)

### بازیگری
- مدرسه اسرار (۱۹۴۶)
- من خوبم جک (۱۹۵۹) جان بولتینگ به همراه پیتر سلرز
- فرار بزرگ (۱۹۶۳) (جان استرجس) به همراه استیو مک‌کوئین
- جلسه احضار ارواح در یک بعدازظهر بارانی (۱۹۶۴) (جان گیلرمین)
- توپ‌ها در باتاسی (۱۹۶۴)
- پرواز بر فراز فونیکس (۱۹۶۵) (رابرت آلدریچ) به همراه جیمز استوارت، پیتر فینچ و ارنست بورگناین
- ماسه‌های شن (۱۹۶۶) (رابرت وایز) به همراه استیو مک‌کوئین
- دکتر دولیتل (۱۹۶۷) (ریچارد فلیشر) به همراه سر رکس هریسون
- رزباد (۱۹۷۵) (پرمینجر)
- شطرنج بازان (۱۹۷۷) (ساتیا جیت رای)
- فاکتور انسانی (۱۹۷۹) (اتو پرمینجر)
- پارک ژوراسیک (۱۹۹۳) (استیون اسپیلبرگ)
- الیزابت (۱۹۹۸) (شکهار کاپور)